# Руй (връх)
Вижте пояснителната страница за други значения на Руй.
Руй (1706 m н.в.) е най-високият връх на едноименната планина в България. Той е пограничен връх, на темето му има граничен камък. Намира се на територията на община Трън, област Перник.
Върхът има пирамидален вид. Гол е и затревен. Изграден е от палеозойски гранит и гранодиорит.
От връх Руй се открива обширна панорама. На юг се разстила Знеполе, а още по на юг е планинският лабиринт на Краище. На югоизток в далечината се издига Рила. На североизток се виждат хребетите на старопланинските дялове, а на изток – куполът на Витоша. 

## Туризъм
Връх Руй е част от движението „Покорител на десетте планински първенци“ на Български туристически съюз. Печат има в хижа „Руй“ и в туристическия информационен център на град Трън.
Намира се на 54 km северозападно от Перник. В основата на северозападния склон на върха е разположена хижа „Руй“, близо до границата със Сърбия.
Основни изходни пунктове за изкачването на върха са гр. Трън и селата Забел, Зелениград и Туроковци, разположени южно от върха, както и с. Ломница в източната част на планината. Въпреки неголямата надморска височина на върха, изкачването му не е сред лесните начинания. От село Ломница например денивелацията, която трябва да се преодолее, е почти 1000 m. Пътят от с. Забел е обозначен с рядка маркировка и няколко табели. На километър-два след селото е църквичката, наречена манастир „Свети Димитър“.